# اندرو فاکس (بازیکن فوتبال)
اندرو فاکس (انگلیسی: Andrew Fox؛ زادهٔ ۱۵ ژانویهٔ ۱۹۹۳) بازیکن فوتبال اهل انگلستان است.
از باشگاه‌هایی که در آن بازی کرده‌است می‌توان به باشگاه فوتبال پیتربورو یونایتد، باشگاه فوتبال کیدرمینستر هاریرس، و باشگاه فوتبال گریمزبی تاون اشاره کرد.